# Accident ferroviaire de Solers
L’accident ferroviaire de Solers, survenu le 10 août 1918, a eu lieu sur le viaduc de Solers au-dessus de l'Yerres, sur le territoire de la commune de Solers dans le département de Seine-et-Marne. Impliquant trois trains de troupes, il a causé la mort de 24 soldats et en a blessé 61 autres. Une centaine de chevaux ont également été tués.

## Circonstances de l'accident
Le drame se produit dans la nuit du 10 août 1918 à 3 heures 30 sur l'ancienne ligne de Paris-Bastille à Marles-en-Brie. Un train venant de Paris s’immobilise à la suite d’une rupture d’attelage sur le viaduc de Solers. Le chef de train part le couvrir à l'arrière à l'aide d'un signal lumineux et de pétards placés sur la voie. Malgré ce dispositif, un train allant dans le même sens à quelques minutes d'intervalle ne parvient pas à s'arrêter à temps et percute le convoi à l'arrêt. Sous le choc, deux wagons sont projetés sur la voie contiguë au moment où arrive dans la direction inverse un troisième train. Celui-ci déraille, et certains de ses wagons défoncent le parapet et tombent dans l'Yerres six mètres plus bas.
Les victimes sont transportées à la Gare de Coubert - Soignolles, la plus proche du lieu du drame, où les blessés sont pansés avant d'être transférés à l'hôpital de Melun, où cinq succomberont. Bien que la presse de l'époque ait chiffré à vingt-neuf morts le bilan de la catastrophe, il semble aujourd'hui qu'il ait été de vingt-quatre, dont dix-neuf tués sur le coup inhumés à Solers, et cinq ayant succombé à leurs blessures et enterrés à Melun. On comptait par ailleurs soixante-et-un blessés, un disparu, et une centaine de chevaux tués.
Les deux premiers trains transportaient des artilleurs du 101e régiment d'artillerie lourde de Lizy-sur-Ourcq à Révigny, le troisième transportait des soldats du 2e régiment de tirailleurs marocains de Maron à Rethondes en vue d’une attaque prévue le 18 août,. Huit de ces derniers recevront la médaille militaire à titre posthume par décret du 14 décembre 1921.

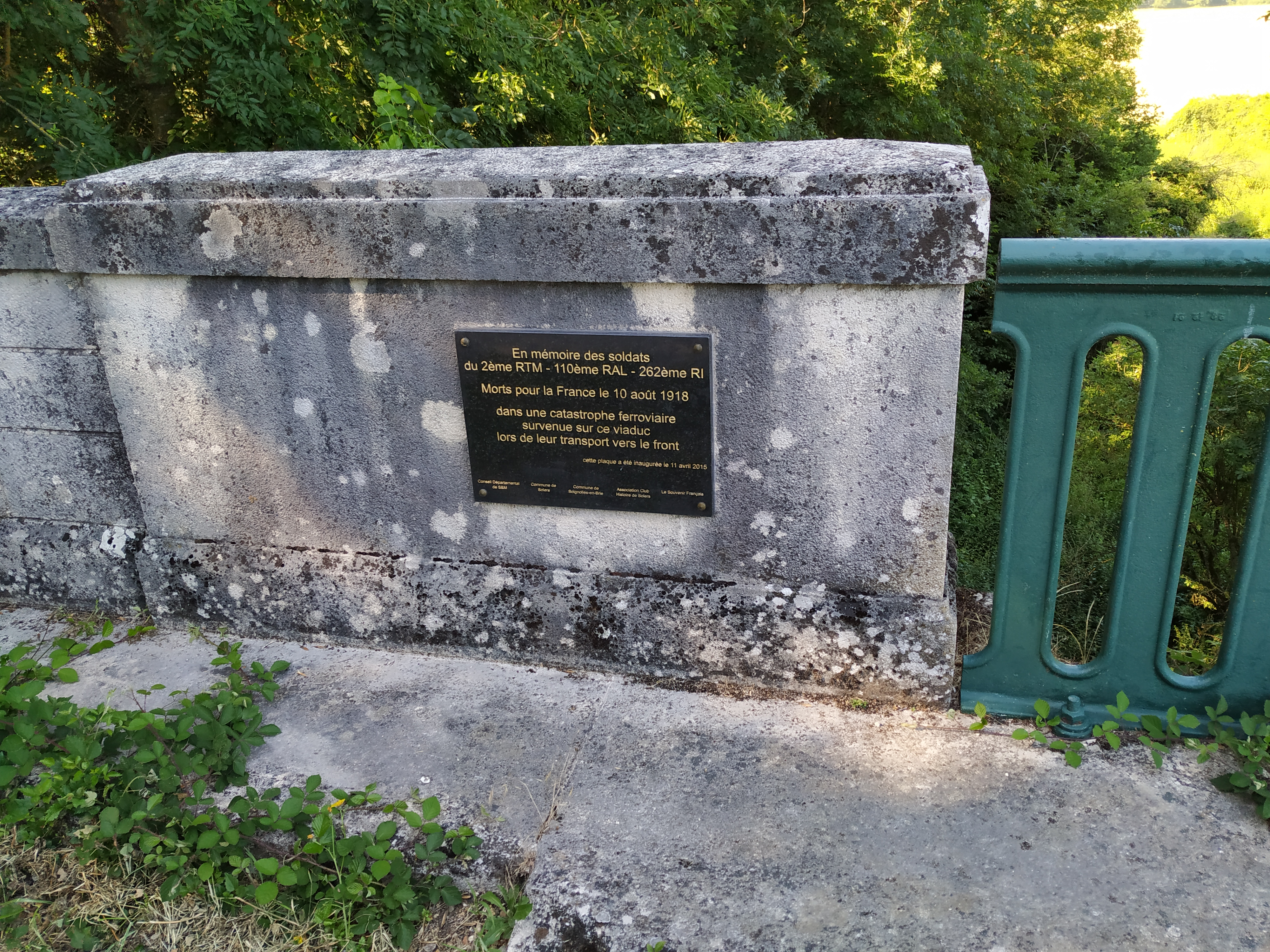
plaque commémorative sur le viaduc

Une plaque commémorative a été inaugurée en avril 2015 sur le viaduc, où passe désormais le chemin des Roses, voie verte empruntant l'ancienne ligne ferroviaire.